# Heinrich Güth

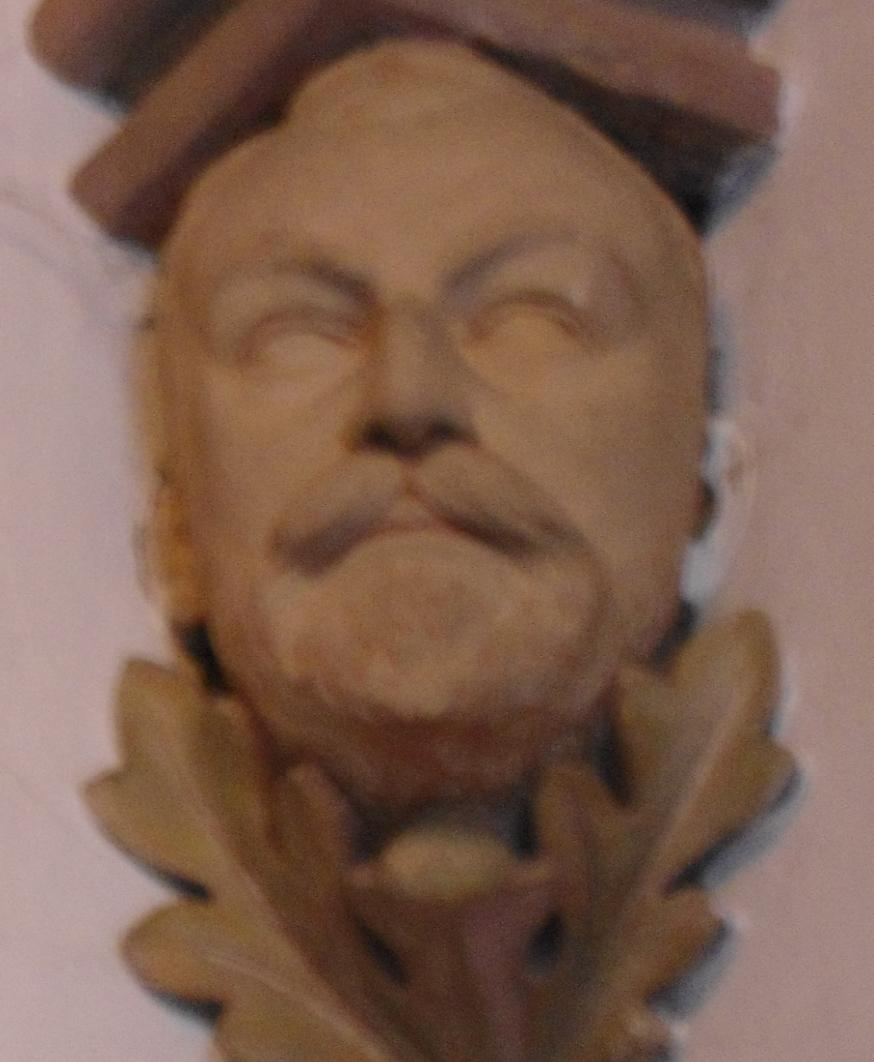
Heinrich Güth als Büste in der Johanneskirche Saarbrücken

Heinrich Christian Güth (* 25. April 1858 in St. Johann; † 17. März 1918 ebenda) war ein deutscher Architekt, der vor allem in Saarbrücken und im Saarland wirkte. 
Güth ist der Sohn eines Dachdeckermeisters gleichen Namens (1826–1900). Ab 1878 studierte er Maschinenbau und Architektur in Berlin, anschließend von 1883 bis 1889 an der Technischen Hochschule Hannover. Güth entwarf ab den 1890er Jahren evangelische Kirchengebäude und Wohnhäuser, hauptsächlich in seiner saarländischen Heimat. Sein wichtigstes Werk ist die Johanneskirche Saarbrücken, sein Entwurf wurde dabei 1892 in einem deutschlandweit ausgelobten Architektenwettbewerb ausgewählt.

## Bauten (Auswahl)
- Bildstock: Rechtsschutzsaal (1891–1892)
- Saarbrücken: Eckhaus, St. Johanner Markt 27/29 (1894)
- Saarbrücken: Johanneskirche (1895–1898)
- Friedrichsthal: Evangelische Pfarrkirche (1895–1897)
- Idar-Oberstein: Eckwohnhaus, Otto-Decker-Straße 12 (1895–1896)
- Karlsbrunn: Evangelische Kirche (1896–1897)
- Sulzbach: Evangelische Kirche, Umbau (1897–1898)
- Saarbrücken: Mietshaus, Bleichstraße 32 (1898)
- Holz: Evangelische Pfarrkirche (1899–1900)
- Saarbrücken: Wohnhaus, Trillerweg 68 (1900–1901)
- Saarbrücken: Wohnhaus, Mainzer Straße 84 (1901)
- Saarbrücken: Wohnhaus, Großherzog-Friedrich-Straße 60 (1901–1902)
- Landsweiler-Reden: Evangelische Kirche (1901–1902)
- Wahlschied: Evangelische Kirche (1903)
- Saarbrücken: Schulhaus Rotenberg, Schumannstraße 42 (1905–1906)
- Saarbrücken: Verwaltungsgebäude, Paul-Marien-Straße 15 (1906)
- Saarbrücken: Wohnhaus, Karcherstraße 12 (1907)
- Saarbrücken: Staden (1908)
- Saarbrücken: Wohnhaus, Rosenstraße 18 (1910)
- Ottweiler: Magazin, Saarbrücker Straße 4 (1913–1914)